# Antônio João
Antônio João este un oraș în statul Mato Grosso do Sul (MS), Brazilia. 